# Elecciones provinciales de Catamarca de 2011
El domingo 13 de marzo de 2011 se realizaron elecciones en la provincia de Catamarca para elegir un gobernador y un vicegobernador, 21 diputados, 8 senadores provinciales y 36 intendentes. A pesar de que la mayoría de las encuestas que indicaban que Eduardo Brizuela del Moral, del Frente Cívico y Social de Catamarca resultaría ganador, Lucía Corpacci, del Frente para la Victoria logró imponerse con el 49,5% de los votos.
Esta elección se destacó por ser la única en el año, aparte de la de Río Negro, que resultó en un cambio de color político de la provincia.
En la elección Eduardo Brizuela del Moral fue por un tercer mandato por el Frente Cívico quien cumplía 20 años de su llegada al poder en 1991. El PJ llevó por primera vez desde 2003 un candidato que no era de apellido Barrionuevo, siendo Lucía Corpacci la candidata, quien era senadora nacional desde 2009 año en que renunció a la vicegobernacion a la que había llegado por una alianza entre el radicalismo provincial y el kirchnerismo. Liliana Barrionuevo, hermana del dirigente gastronómico, fue candidata al igual que en 2003, pero en este caso por el peronismo disidente.
El resultado dio el triunfo a Corpacci, a pesar de las encuestas que daban la reelección de Brizuela del Moral. Esto significó el primer triunfo electoral del Frente para la Victoria en el año, el cual culminó con la reelección de Cristina Kirchner.

## Renovación del senado
| Departamento             | Senadores | A renovar |
| ------------------------ | --------- | --------- |
| Ambato                   | 1         | 1         |
| Ancasti                  | 1         | —         |
| Andalgalá                | 1         | 1         |
| Antofagasta de la Sierra | 1         | —         |
| Belén                    | 1         | 1         |
| Capayán                  | 1         | —         |
| Capital                  | 1         | 1         |
| El Alto                  | 1         | —         |
| Fray Mamerto Esquiú      | 1         | 1         |
| La Paz                   | 1         | —         |
| Paclín                   | 1         | —         |
| Pomán                    | 1         | 1         |
| Santa María              | 1         | —         |
| Santa Rosa               | 1         | 1         |
| Tinogasta                | 1         | —         |
| Valle Viejo              | 1         | 1         |
| Total                    | 16        | 8         |

## Resultados

### Gobernador y vicegobernador
| Fórmula                    | Fórmula                | Partido               | Partido                             | Votos   | %     |
| Gobernador                 | Vicegobernador         | Partido               | Partido                             | Votos   | %     |
| -------------------------- | ---------------------- | --------------------- | ----------------------------------- | ------- | ----- |
| Lucía Corpacci             | Dalmacio Mera Figueroa |                       | Frente para la Victoria             | 86.276  | 49,54 |
| Eduardo Brizuela del Moral | Ricardo Guzmán         |                       | Frente Cívico y Social de Catamarca | 79.393  | 45,59 |
| Liliana Barrionuevo        | Gastón del Pino        |                       | Partido Primero Catamarca           | 4.058   | 2,33  |
| Julio Andrada              | Santiago Machado Aráoz |                       | MST - Movimiento Proyecto Sur       | 2.494   | 1,43  |
| Ignacio Héctor Díaz        | Rosa Argelia Corro     |                       | Partido Obrero                      | 1.920   | 1,10  |
| Votos positivos            | Votos positivos        | Votos positivos       | Votos positivos                     | 174.141 | 95,46 |
| Votos en blanco            | Votos en blanco        | Votos en blanco       | Votos en blanco                     | 7.060   | 3,87  |
| Votos nulos                | Votos nulos            | Votos nulos           | Votos nulos                         | 1.218   | 0,67  |
| Participación              | Participación          | Participación         | Participación                       | 182.419 | 70,63 |
| Electores registrados      | Electores registrados  | Electores registrados | Electores registrados               | 258.281 | 100   |
| Fuentes:                   |                        |                       |                                     |         |       |

### Cámara de Diputados
| ← 2009 · Cámara de Diputados · 2013 → | ← 2009 · Cámara de Diputados · 2013 →    | ← 2009 · Cámara de Diputados · 2013 → | ← 2009 · Cámara de Diputados · 2013 → | ← 2009 · Cámara de Diputados · 2013 → |
| Partido                               | Partido                                  | Votos                                 | %                                     | Bancas                                |
| ------------------------------------- | ---------------------------------------- | ------------------------------------- | ------------------------------------- | ------------------------------------- |
|                                       | Frente para la Victoria                  | 79.100                                | 47,35                                 | 10/20                                 |
|                                       | Frente Cívico y Social de Catamarca      | 75.592                                | 45,25                                 | 10/20                                 |
|                                       | Partido Primero Catamarca                | 4.869                                 | 2,91                                  |                                       |
|                                       | MST - Movimiento Proyecto Sur            | 2.930                                 | 1,75                                  |                                       |
|                                       | Partido Obrero                           | 2.568                                 | 1,54                                  |                                       |
|                                       | Alianza un País Federal                  | 1.591                                 | 0,95                                  |                                       |
|                                       | Partido de la Concertación FORJA         | 404                                   | 0,24                                  |                                       |
|                                       | Partido Justicialista                    | 10                                    | 0,01                                  |                                       |
|                                       | Partido Nacionalista Constitucional UNIR | 2                                     | 0,00                                  |                                       |
| Votos positivos                       | Votos positivos                          | 167.066                               | 91,63                                 |                                       |
| Votos en blanco                       | Votos en blanco                          | 14.389                                | 7,89                                  |                                       |
| Votos nulos                           | Votos nulos                              | 878                                   | 0,48                                  |                                       |
| Participación                         | Participación                            | 182.333                               | 70,63                                 |                                       |
| Electores registrados                 | Electores registrados                    | 258.281                               | 100                                   |                                       |
| Fuente:                               |                                          |                                       |                                       |                                       |

### Cámara de Senadores
| ← 2009 · Cámara de Senadores · 2013 → | ← 2009 · Cámara de Senadores · 2013 →           | ← 2009 · Cámara de Senadores · 2013 → | ← 2009 · Cámara de Senadores · 2013 → | ← 2009 · Cámara de Senadores · 2013 → |
| Partido                               | Partido                                         | Votos                                 | %                                     | Bancas                                |
| ------------------------------------- | ----------------------------------------------- | ------------------------------------- | ------------------------------------- | ------------------------------------- |
|                                       | Frente para la Victoria                         | 55.918                                | 44,92                                 | 4/8                                   |
|                                       | Frente Cívico y Social de Catamarca             | 54.127                                | 43,48                                 | 3/8                                   |
|                                       | Frente Chacarero Municipal                      | 4.750                                 | 3,82                                  | 1/8                                   |
|                                       | MST - Movimiento Proyecto Sur                   | 2.626                                 | 2,11                                  |                                       |
|                                       | Partido Primero Catamarca                       | 2.455                                 | 1,97                                  |                                       |
|                                       | Partido Obrero                                  | 1.786                                 | 1,43                                  |                                       |
|                                       | Alianza un País Federal                         | 1.757                                 | 1,41                                  |                                       |
|                                       | Alianza Frente Andalgalense por la Vida         | 593                                   | 0,48                                  |                                       |
|                                       | Partido de la Concertación FORJA                | 237                                   | 0,19                                  |                                       |
|                                       | Renovación Departamental de Fray Mamerto Esquiú | 243                                   | 0,20                                  |                                       |
|                                       | Partido Justicialista                           | 5                                     | 0,00                                  |                                       |
| Votos positivos                       | Votos positivos                                 | 124.497                               | 94,03                                 |                                       |
| Votos en blanco                       | Votos en blanco                                 | 7.059                                 | 5,33                                  |                                       |
| Votos nulos                           | Votos nulos                                     | 846                                   | 0,64                                  |                                       |
| Total                                 | Total                                           | 132.402                               | 100                                   |                                       |
| Fuente:                               |                                                 |                                       |                                       |                                       |

#### Resultados por departamentos
| Ambato 1 Senador              | Ambato 1 Senador                                | Ambato 1 Senador | Ambato 1 Senador | Ambato 1 Senador |
| Partido/Alianza               | Partido/Alianza                                 | Votos            | %                | Bancas           |
| ----------------------------- | ----------------------------------------------- | ---------------- | ---------------- | ---------------- |
|                               | Frente Cívico y Social de Catamarca             | 1.304            | 40,79            | 1/1              |
|                               | Frente para la Victoria                         | 976              | 30,53            |                  |
|                               | Alianza un País Federal                         | 917              | 28,68            |                  |
| Votos positivos               | Votos positivos                                 | 3.197            | 91,87            |                  |
| Votos en blanco               | Votos en blanco                                 | 278              | 7,99             |                  |
| Votos nulos                   | Votos nulos                                     | 5                | 0,14             |                  |
| Total                         | Total                                           | 3.480            | 100              |                  |
| Andalgalá 1 Senador           |                                                 |                  |                  |                  |
| Partido/Alianza               | Partido/Alianza                                 | Votos            | %                | Bancas           |
|                               | Frente para la Victoria                         | 2.867            | 33,01            | 1/1              |
|                               | Frente Cívico y Social de Catamarca             | 2.214            | 25,49            |                  |
|                               | MST - Movimiento Proyecto Sur                   | 2.126            | 24,48            |                  |
|                               | Alianza Frente Andalgalense por la Vida         | 593              | 6,83             |                  |
|                               | Partido Primero Catamarca                       | 431              | 4,96             |                  |
|                               | Alianza un País Federal                         | 318              | 3,66             |                  |
|                               | Partido Obrero                                  | 136              | 1,57             |                  |
| Votos positivos               | Votos positivos                                 | 8.685            | 92,98            |                  |
| Votos en blanco               | Votos en blanco                                 | 582              | 6,23             |                  |
| Votos nulos                   | Votos nulos                                     | 74               | 0,79             |                  |
| Total                         | Total                                           | 9.341            | 100              |                  |
| Belén 1 Senador               |                                                 |                  |                  |                  |
| Partido/Alianza               | Partido/Alianza                                 | Votos            | %                | Bancas           |
|                               | Frente Cívico y Social de Catamarca             | 6.749            | 49,54            | 1/1              |
|                               | Frente para la Victoria                         | 6.685            | 49,07            |                  |
|                               | Partido Obrero                                  | 141              | 1,03             |                  |
|                               | Partido de la Concertación FORJA                | 44               | 0,32             |                  |
|                               | Partido Justicialista                           | 5                | 0,04             |                  |
| Votos positivos               | Votos positivos                                 | 13.624           | 95,67            |                  |
| Votos en blanco               | Votos en blanco                                 | 544              | 3,82             |                  |
| Votos nulos                   | Votos nulos                                     | 73               | 0,51             |                  |
| Total                         | Total                                           | 14.241           | 100              |                  |
| Capital 1 Senador             |                                                 |                  |                  |                  |
| Partido/Alianza               | Partido/Alianza                                 | Votos            | %                | Bancas           |
|                               | Frente para la Victoria                         | 33.077           | 48,28            | 1/1              |
|                               | Frente Cívico y Social de Catamarca             | 31.197           | 45,51            |                  |
|                               | Partido Primero Catamarca                       | 1.848            | 2,70             |                  |
|                               | Partido Obrero                                  | 1.219            | 1,78             |                  |
|                               | Alianza un País Federal                         | 522              | 0,76             |                  |
|                               | MST - Movimiento Proyecto Sur                   | 500              | 0,73             |                  |
|                               | Partido de la Concertación FORJA                | 193              | 0,28             |                  |
| Votos positivos               | Votos positivos                                 | 68.556           | 94,92            |                  |
| Votos en blanco               | Votos en blanco                                 | 3.259            | 4,51             |                  |
| Votos nulos                   | Votos nulos                                     | 413              | 0,57             |                  |
| Total                         | Total                                           | 72.228           | 100              |                  |
| Fray Mamerto Esquiú 1 Senador |                                                 |                  |                  |                  |
| Partido/Alianza               | Partido/Alianza                                 | Votos            | %                | Bancas           |
|                               | Frente Cívico y Social de Catamarca             | 2.930            | 47,12            | 1/1              |
|                               | Frente para la Victoria                         | 2.910            | 46,80            |                  |
|                               | Renovación Departamental de Fray Mamerto Esquiú | 243              | 3,91             |                  |
|                               | Partido Primero Catamarca                       | 72               | 1,16             |                  |
|                               | Partido Obrero                                  | 63               | 1,01             |                  |
| Votos positivos               | Votos positivos                                 | 6.218            | 91,21            |                  |
| Votos en blanco               | Votos en blanco                                 | 567              | 8,32             |                  |
| Votos nulos                   | Votos nulos                                     | 32               | 0,47             |                  |
| Total                         | Total                                           | 6.817            | 100              |                  |
| Pomán 1 Senador               |                                                 |                  |                  |                  |
| Partido/Alianza               | Partido/Alianza                                 | Votos            | %                | Bancas           |
|                               | Frente para la Victoria                         | 2.782            | 54,36            | 1/1              |
|                               | Frente Cívico y Social de Catamarca             | 2.336            | 45,64            |                  |
| Votos positivos               | Votos positivos                                 | 5.118            | 89,41            |                  |
| Votos en blanco               | Votos en blanco                                 | 598              | 10,45            |                  |
| Votos nulos                   | Votos nulos                                     | 8                | 0,14             |                  |
| Total                         | Total                                           | 5.724            | 100              |                  |
| Santa Rosa 1 Senador          |                                                 |                  |                  |                  |
| Partido/Alianza               | Partido/Alianza                                 | Votos            | %                | Bancas           |
|                               | Frente para la Victoria                         | 3.318            | 51,18            | 1/1              |
|                               | Frente Cívico y Social de Catamarca             | 3.165            | 48,82            |                  |
| Votos positivos               | Votos positivos                                 | 6.483            | 96,88            |                  |
| Votos en blanco               | Votos en blanco                                 | 199              | 2,97             |                  |
| Votos nulos                   | Votos nulos                                     | 10               | 0,15             |                  |
| Total                         | Total                                           | 6.692            | 100              |                  |
| Valle Viejo 1 Senador         |                                                 |                  |                  |                  |
| Partido/Alianza               | Partido/Alianza                                 | Votos            | %                | Bancas           |
|                               | Frente Chacarero Municipal                      | 4.750            | 37,65            | 1/1              |
|                               | Frente Cívico y Social de Catamarca             | 4.232            | 33,54            |                  |
|                               | Frente para la Victoria                         | 3.303            | 26,18            |                  |
|                               | Partido Obrero                                  | 227              | 1,80             |                  |
|                               | Partido Primero Catamarca                       | 104              | 0,82             |                  |
| Votos positivos               | Votos positivos                                 | 12.616           | 90,90            |                  |
| Votos en blanco               | Votos en blanco                                 | 1.032            | 7,44             |                  |
| Votos nulos                   | Votos nulos                                     | 231              | 1,66             |                  |
| Total                         | Total                                           | 13.879           | 100              |                  |